# تیمیه‌نیتس نیوکا
تیمیه‌نیتس نیوکا (به لاتین: Tymieniec-Niwka) یک منطقهٔ مسکونی در لهستان است که در Gmina Szczytniki واقع شده‌است.